# NGC 81
NGC 81 je galaksija u zviježđu Andromeda.

## Vanjske poveznice
- SEDS: NGC 0081